# Izumi Garden Tower
LIzumi Garden Tower est un gratte-ciel de 201 mètres construit en 2002 à Tokyo au Japon.